# Онодзава, Хиротоки
Хиротоки Онодзава (яп. 小野澤 宏時 Онодзава Хиротоки, родился 29 марта 1978 года в Симаде) — японский регбист, игравший на позиции винга и фуллбэка. Известен по выступлению за клуб «Сантори Санголиат» и сборную Японии, получил прозвище «Угорь» за свою способность обыгрывать противников. Занимает 2-е место в рейтинге игроков сборной Японии по числу матчей за сборную, по числу занесённых попыток за сборные занимает 5-е место. Считается одним из лучших вингов в сборной после Дайсукэ Охата.

## Игровая карьера

### Клубная
Выступал на протяжении 14 лет за клуб «Сантори Санголиат», трижды становился чемпионом Топ-Лиги. Лучший бомбардир по попыткам в сезонах 2009/2010 и 2010/2011. Восемь раз попадал в символическую сборную Топ-Лиги, самый ценный игрок сезона 2007/2008. В октябре 2012 года Хиротоки Онодзава стал первым игроком в истории Топ-Лиги, занёсшим 100 попыток. Карьеру завершал в «Кэнон Иглз», играя с 2014 по 2017 годы. За всю карьеру в Топ-Лиге он занёс 108 попыток.

### В сборной
В июне 2001 года Онодзава дебютировал матчем за сборную Японии против Уэльса и отметился уникальной попыткой, которую занёс после сольного прохода, пробежав 75 метров. Этим он обеспечил себе место в сборной. Он провёл первые семь матчей за сборной именно как фуллбэк и отметился восемью попытками. В 2003 году он стал играть на позиции винга и отыграл в том же году на чемпионате мира в Австралии. Несмотря на то, что японцы проиграли все матчи, Онодзава занёс попытку в первой же игре против Шотландии и вместе с Дайсукэ Охата был признан главным открытием в составе сборной Японии по версии журналистов.
Онодзава сыграл на чемпионате мира 2007 года все четыре матча, в которых японцы добились первой ничьей против Канады и проиграли все остальные. В игре против Уэльса Онодзава занёс попытку, пробежав 70 метров через всё поле. В течение нескольких следующих лет Онодзава продолжал заносить попытки и в 2011 году вошёл в число 10 игроков с наибольшим числом попыток за национальную сборную. На чемпионате мира 2011 года его попытка против Новой Зеландии позволила Онодзаве стать 15-м игроком в истории, отличившимся на трёх чемпионатах мира.
В 2012 году под руководством Эдди Джонса Онодзава продолжил играть в сборной и в мае после игры с Гонконгом стал 5-м в истории регби игроком, занёсшим 50 попыток в матчах за национальные сборные. За восемь игр он занёс 10 попыток, в том числе и в матчах против Румынии и Грузии в ноябре, в которых японцы впервые одержали победы. В 2013 году он провёл 80-ю игру за сборную против Фиджи и перебил рекорд Юкио Мотоки по числу игр за сборную Японии (79 матчей), но в том же году завершил карьеру, ссылаясь на последствия многочисленных травм, в том числе и серьёзное повреждение плеча.
Всего в активе Онодзавы — семь титулов чемпиона Азии (2004, 2006, 2008, 2009, 2011, 2012 и 2013) и титул победителя Кубка тихоокеанских наций 2011 года.